# Улица Зентас Мауриняс
Улица Зе́нтас Ма́уриняс (латыш. Zentas Mauriņas iela) — улица в Видземском предместье города Риги, в историческом районе Пурвциемс. Начинается от улицы Илукстес, пролегает в западном направлении и заканчивается тупиком позади высотного здания Astra Lux. С другими улицами не пересекается.

## История
Улица расположена на месте бывшего болота Хаусманя, в микрорайоне Пурвциемс-3, основная застройка которого велась в 1976-1979 годах. Однако территория нынешней улицы Зентас Мауриняс и квартал, прилегающей к ней с севера, первоначально оставались незастроенными.
Нынешняя улица Зентас Мауриняс проложена во второй половине 1980-х годов и долгое время оставалась безымянной. Её застройка — преимущественно 9-12-этажные жилые дома — относилась к соседней улице Детлава Бранткална, в 2022 году разделённой на улицы Аннас Бригадерес и Визмас Белшевицас.
14 декабря 2022 года решением Рижской думы безымянной улице было присвоено название в честь латышской писательницы и переводчицы, доктора филологии Зенты Маурини.

## Транспорт
Общая длина улицы Зентас Мауриняс составляет 340 метров. На всём протяжении асфальтирована, разрешено движение в обоих направлениях. По обеим сторонам устроены тротуары, уложенные плиткой. Общественный транспорт по улице не курсирует.
По другую сторону улицы Илукстес в створе улицы Зентас Мауриняс расположен безымянный тупиковый проезд с пешеходной зоной, ведущий к зоне отдыха у 84-й средней школы.

## Примечательные объекты
- Дом № 1 (адрес до 2023 года — ул. Детлава Бранткална, 21)[4] — Управление муниципальной полиции Видземского предместья города Риги[5]. Здание построено 1987 году для ЖЭР-85 Пролетарского района.
- Дом № 8 (адрес до 2023 года — ул. Детлава Бранткална, 5)[4] — Рижская Пурвциемская средняя школа[латыш.], построена в 1988 году как Рижская средняя школа № 24 (архитекторы В. Е. Фёдоров и Э. Лейтане)[6].